# Globi d'oro 2001
La 41ª edizione dei Globi d'oro si è tenuta il 23 giugno 2001 a Roma.

## Vincitori

### Miglior film
- Il mestiere delle armi, regia di Ermanno Olmi
- I cento passi, regia di Marco Tullio Giordana
- Le fate ignoranti, regia di Ferzan Özpetek

### Gran Premio della Stampa Estera
- I cento passi, regia di Marco Tullio Giordana

### Miglior regista
- Ferzan Özpetek – Le fate ignoranti
- Ermanno Olmi – Il mestiere delle armi
- Pupi Avati – I cavalieri che fecero l'impresa

### Miglior opera prima
- L'ultima lezione, regia di Fabio Rosi

### Miglior attore
- Stefano Accorsi – Le fate ignoranti
- Diego Abatantuono – Concorrenza sleale
- Roberto Herlitzka – L'ultima lezione
- Luigi Lo Cascio – I cento passi

### Miglior attrice
- Margherita Buy – Le fate ignoranti
- Laura Morante – La stanza del figlio
- Giovanna Mezzogiorno – L'ultimo bacio
- Chiara Mastroianni – Le parole di mio padre

### Miglior attrice rivelazione
- Stefania Rocca – Rosa e Cornelia

### Miglior attore esordiente
- Giuseppe Sulfaro – Malèna

### Miglior attrice esordiente
- Jasmine Trinca – La stanza del figlio

### Miglior sceneggiatura
- Linda Ferri, Heidrun Schleef e Nanni Moretti – La stanza del figlio

### Miglior fotografia
- Fabio Olmi – Il mestiere delle armi

### Miglior musica
- Armando Trovajoli – Concorrenza sleale

### Globo d'oro alla carriera
- Ennio Morricone
- Carlo Di Palma